# Jussi Saramo
Jussi Antero Saramo, född 9 juli 1979 i Borgå landskommun, är en finländsk politiker (Vänsterförbundet). Han är ledamot av Finlands riksdag sedan 2019. Under Li Anderssons föräldraledighet fick Saramo vara undervisningsminister i regeringen Marin 2020–2021.
Saramo blev invald i riksdagen i riksdagsvalet 2019 med 3 502 röster från Nylands valkrets. Han omvaldes i riksdagsvalet 2023 med 4 944 röster från Nylands valkrets.